# Смоленки
Смоленки (рос. Смоленки) — присілок в Палкінському районі Псковської області Російської Федерації.
Населення становить 21 особу. Входить до складу муніципального утворення Качановська волость.

## Історія
Від 2015 року входить до складу муніципального утворення Качановська волость.

## Населення
| 2001 | 2002 | 2010 | 2013 | 2016 |
| ---- | ---- | ---- | ---- | ---- |
| 20   | ↗24  | ↘12  | ↗19  | ↗21  |